# Olivier Kapo
Narcisse-Olivier Kapo-Obou (født 27. september 1980 i Abidjan, Elfenbenskysten) er en fransk fodboldspiller af ivoriansk afstamning, der spiller som midtbanespiller. Gennem karrieren har han blandt andet optrådt for AJ Auxerre i Ligue 1 i sit hjemland, for italienske Juventus F.C., samt på lejebasis hos AS Monaco og spanske Levante UD.
I sin tid i AJ Auxerre var Kapo i 2003 med til at vinde den franske pokalturnering Coupe de France.

## Landshold
Kapo står (pr. marts 2018) noteret for ni kampe for Frankrigs landshold, som han debuterede for tilbage i 2002. Han var i 2003 med til at sikre landet sin anden triumf i træk i Confederations Cup. Han har i sine ni landskampe scoret tre mål.

## Titler
Coupe de France
- 2003 med AJ Auxerre

Confederations Cup
- 2003 med Frankrig